# Gati
I Gati furono una popolazione dell'Aquitania, la cui esatta localizzazione è sconosciuta.
Durante la campagna gallica di Cesare, si arresero alle manovre di Publio Licinio Crasso intese a sottomettere l'Aquitania.